# Andrea Sgorlon
Pas d'image ? Cliquez ici

a Compétitions nationales et continentales officielles uniquement.

b Matchs officiels uniquement.
Andrea Sgorlon, né le 20 janvier 1968 à San Donà di Piave (Italie), est un ancien joueur de rugby à XV, qui a évolué au poste de troisième ligne aile (1,80 m pour 93 kg). 

## Biographie
Andrea Sgorlon a honoré sa première cape internationale le 17 avril 1993 avec l'équipe d'Italie contre le Portugal, retenu par le sélectionneur Bertrand Fourcade.
Andrea Sgorlon a connu 37 sélections. En Italie, il a remporté cinq fois le titre suprême, le championnat d'Italie de rugby à XV avec le Benetton Trévise. Il a pu côtoyer à Trévise des joueurs comme Alessandro Troncon, Mark Giacheri, Francesco Mazzariol et Ivan Francescato. Il a joué le 22 mars 1997 contre l'équipe de France à Grenoble pour une victoire historique 40-32 contre une équipe qui vient de réaliser le grand chelem dans le Tournoi.
Maintenant Andrea Sgorlon est entraîneur. Il a intégré la direction technique, au sein du giron fédéral en 2005-2007 s'occupant de l'équipe nationale des moins de 18 ans; en 2008 il a la responsabilité technique du club de Venise Mestre Rugby.

## Clubs successifs
- Amatori San Donà
- Benetton Trévise

## Sélection nationale
- 37 sélections avec l'Italie de 1993 à 1999.
- 2 essais
- 10 points
- Sélections par année : 7 en 1993, 3 en 1994, 8 en 1995, 6 en 1996, 7 en 1997, 3 en 1998, 3 en 1999
- Coupe du monde de rugby disputée : 1995

## Palmarès
- Champion d'Europe: Coupe FIRA 1995-1997 (Italie)
- Champion d'Italie : 1997, 1998, 1999, 2001, 2003